# 편안경

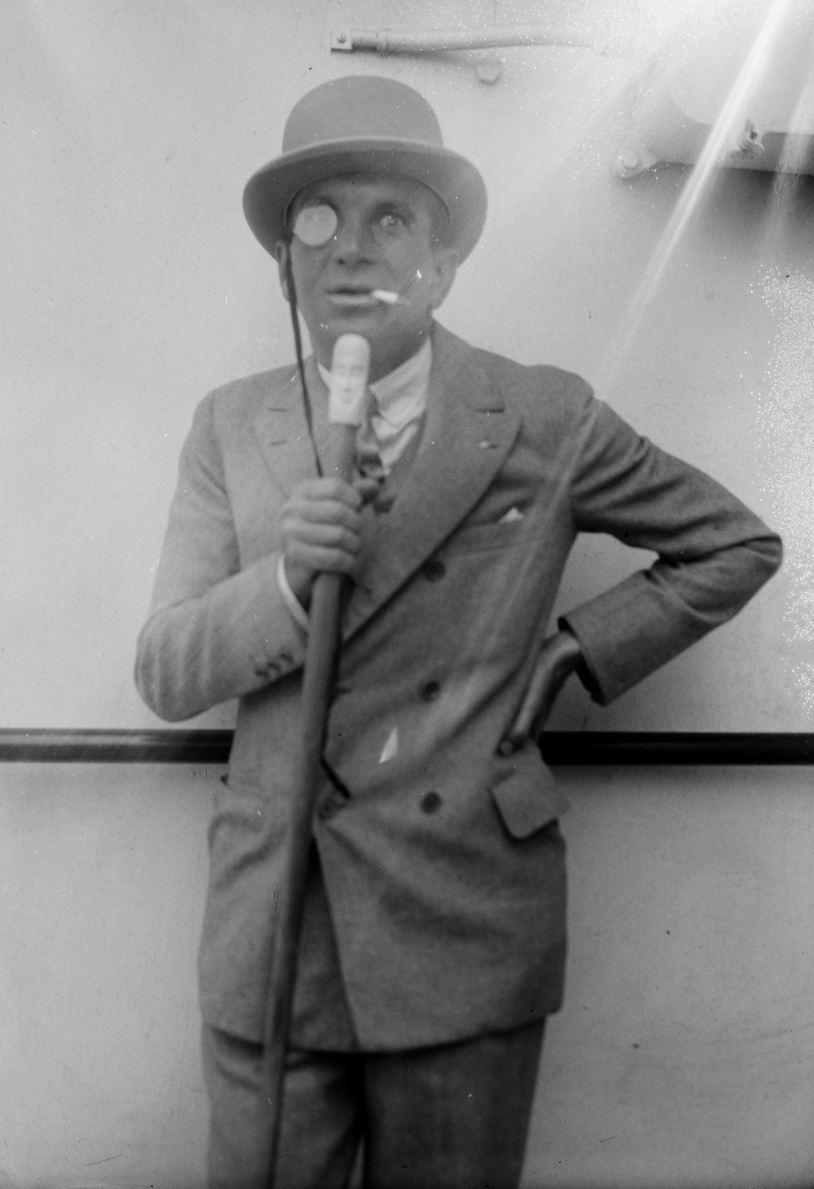

편안경(偏眼鏡), 단안경(單眼鏡, 영어: monocle) 또는 외알 안경은 알이 하나뿐인 안경의 일종이다. 이는 둥근 렌즈로 만들어졌는데, 보통 철테가 둘러있고 끈도 달려 있다. 끈의 한쪽 끝은 안경 분실을 막기 위해 옷에 달려있는게 보통이다.

## 기원
프로이센의 골동품 수집가 필립 폰 스토슈(Philipp von Stosch)는 1720년대 로마에서 조각품과 골동품 각인 보석을 면밀히 조사하기 위해 단안경을 착용했지만, 단안경은 19세기까지 신사복으로 사용되지 않았다. 1790년대 댄디의 퀴즈 글라스는 하이 패션 아이템이었으며, 눈구멍 자체로 제자리에 고정되는 것이 아니라 로그네트와 유사한 방식으로 손잡이를 사용하여 눈에 고정된다는 점에서 단안경과 다르다.

## 같이 보기
- 콘택트 렌즈
- 안경
- 단안경
- 코안경